# Lepadella deridderae
Lepadella deridderae är en hjuldjursart som beskrevs av Segers, De Smet och Bonte 1996. Lepadella deridderae ingår i släktet Lepadella och familjen Lepadellidae.

## Underarter
Arten delas in i följande underarter:
- L. d. alaskae
- L. d. deridderae